# 羅日尼亞季夫卡 (托馬什皮利區)
48°33′59″N 28°21′16″E / 48.56639°N 28.35444°E
羅日尼亞季夫卡（烏克蘭語：Рожнятівка）是位於烏克蘭西南部文尼察州裏圖利欽區的村莊，始建於1700年，面積4.03平方公里，海拔高度242米，2001年人口1,515，人口密度每平方公里375.93人。